# Денисюк Олександр
Олександр (Лесь) Денисюк (нар. 22 березня 1885, Гвіздець, нині Коломийський район, Іван-Франківська область – пом. 3 червня 1941, Гвіздець) – громадський діяч, поштовий службовець, есперантист.

## Життєпис
Олександр (Лесь) Денисюк народився 22 березня 1885 р. в містечку Гвіздець, нині селище Гвіздець Коломийського району Івано-Франківської області. Навчався в Коломийській українській гімназії.  Служив у поштових урядах Цісарсько-королівської дирекції пошт і телеграфів у Львові, Гвіздці, Стрию, Болехові, Новому Селі (біля Підволочиська), Калуші, Топорові, Збаражі і Бжеську (біля Кракова). Після виходу на пенсію 1926 – 1932 рр. проживав у Коломиї, с. Рахиня (нині Калуський район), Гвіздці.
Помер 3 червня 1941 р. у Гвіздці.

## Есперантська діяльність
Заснував 15 березня 1912 р. один з перших українських есперантських осередків – «Групу українських есперантистів» у Новому Селі на Тернопільщині. Був делегатом VIIІ (1912) і  ХХІІІ (1931) Всесвітніх Конґресів есперантистів, підтримував плідні контакти з есперантистами багатьох країн, поширював відомості про Україну та українців в іноземних есперантських спільнотах. Нагороджений 1937 р. срібною «Ювілейною зіркою» з нагоди 50-річчя есперанто, під час ХХІХ Всесвітнього Ювілейного Конгресу есперантистів у Варшаві. Постійно підтримував зв’язки з членами Крайового товариства українських есперантистів «Esperanto-societo Progreso» в Коломиї. Був дописувачем до есперантського часопису «Ukraina Stelo – Зоря України», зокрема опублікував статтю «До історії есперанто в Україні». Регулярно публікував в українських часописах в Галичині та Наддніпрянщині публіцистичні статті щодо пропаганди вивчення українцями міжнародної мови есперанто, а також власні переклади українською мовою актуальних статей з есперантських періодичних видань.